# Kinematografia duńska
Kinematografia duńska – ogół produkcji i dystrybucji filmowej na terenie Danii.

## Duńskie kino nieme (1897–1930)

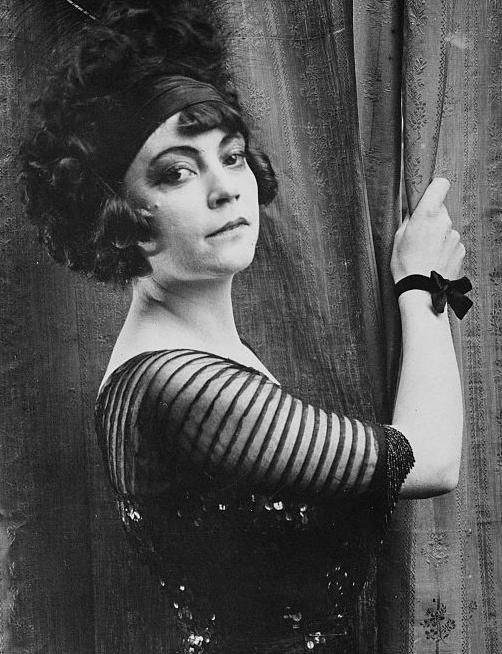
Asta Nielsen, gwiazda kina niemego

Początek kinematografii duńskiej datuje się na 1897, kiedy fotograf Peter Lars Petersen Elfelt dzięki kamerze zbudowanej przez Jensa Poula Andersena nakręcił pierwszy film quasi-dokumentalny Jazda z grenlandzkimi psami. Elfelt wkrótce potem stał się nadwornym fotografem króla Chrystiana IX, nakręcił również film inscenizowany Egzekucja, który ukazywał przygotowania do wymierzenia kary śmierci matki-morderczyni dziesięciorga własnych dzieci. Elfelt w latach 1897–1914 nakręcił około 200 filmów dokumentalnych, jednak sława założyciela duńskiej kinematografii przypadła Ole Andersenowi Olsenowi.
W 1906 Olsen założył wytwórnię Nordisk, która niebawem zaczęła odnosić olbrzymie sukcesy komercyjne w Europie oraz w Stanach Zjednoczonych. Do pierwszych dzieł wytwórni Nordisk zaliczane są symulowane dokumenty Polowanie na niedźwiedzia polarnego (1907) oraz Polowanie na lwy (1907), po których powodzeniu Nordisk otworzył filie między innymi w Niemczech oraz USA. Wytwórnia Olsena sprawowała pozycję monopolisty na rynku duńskim i nie zagrażała jej konkurencja ze strony rodzimych wytwórni pokroju Fotoramy założonej w 1908 przez Thomasa Hermansena. Dopiero wybuch I wojny światowej przerwał passę Nordisku; wprowadzenie przez niemiecki parlament cła ochronnego na filmy z importu spowodowało utratę wpływów Olsena w Niemczech, gdzie konkurencyjna wytwórnia UFA wchłonęła aktywa Nordisku, a związany z tym spadek koniunktury spowodował, że duńska kinematografia utraciła swoją dawną pozycję.

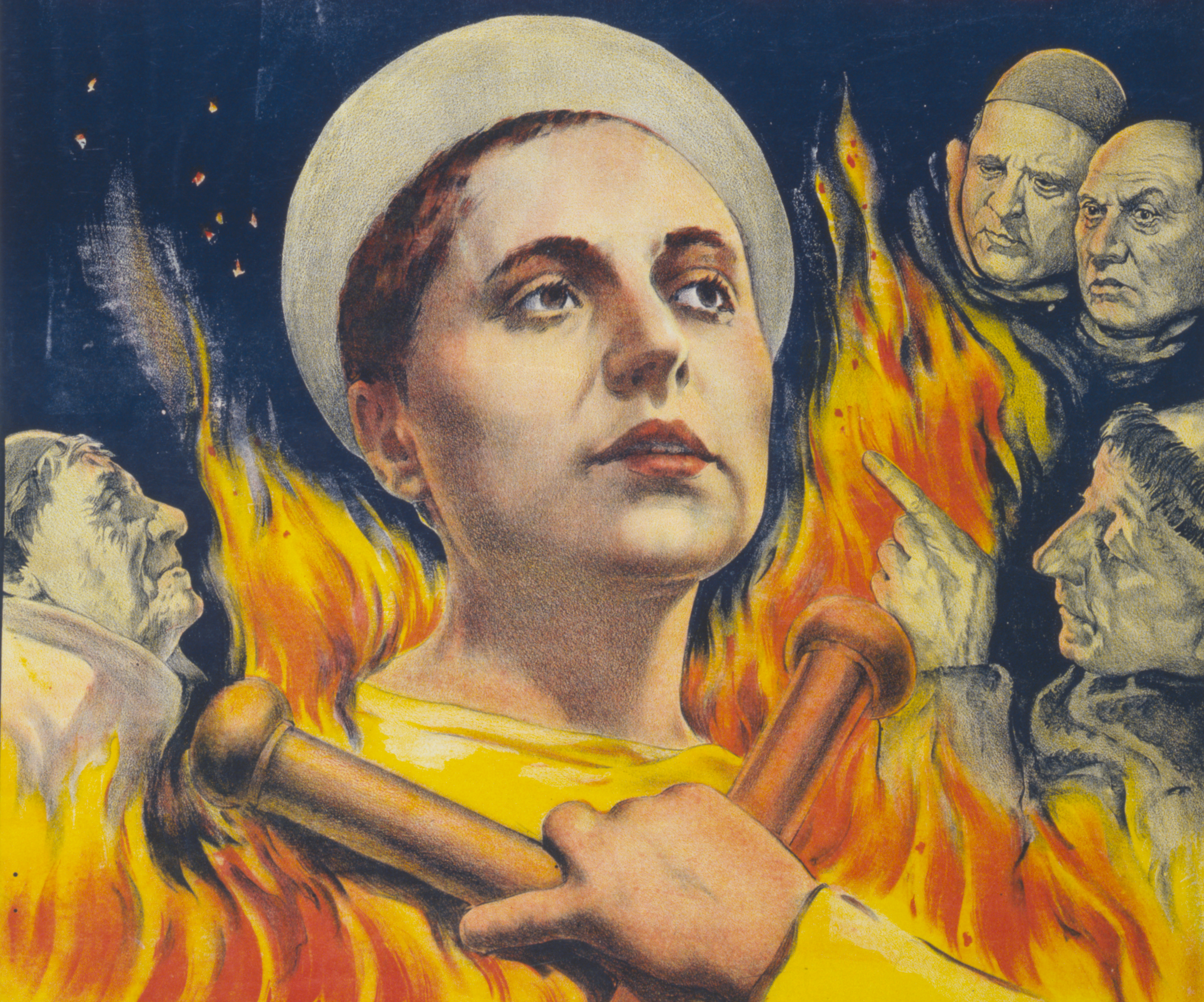
Plakat do filmu Męczeństwo Joanny d’Arc (1928) Carla Theodora Dreyera

Duńskie kino nieme wypromowało również gwiazdę kina niemego Astę Nielsen, słynącą z prowokacyjnego erotyzmu. Występ Nielsen w melodramacie Przepaść (1910) Urbana Gada zapoczątkował jej wieloletnią karierę, kontynuowaną już w Niemczech. Wśród reżyserów wyróżnili się między innymi August Blom, realizator kosztownych filmów katastroficznych Atlantis (1913) oraz Koniec świata (1916); a także Forest Holger-Madsen, twórca pacyfistycznych filmów Złóż broń (1914) i Pax aeterna (1917). W okresie kina niemego artystyczny prestiż kinematografii duńskiej przynieśli jednak dwaj inni reżyserzy. Benjamin Christensen w 1914 stworzył Tajemnicze X, historię porucznika duńskiej marynarki wojennej oskarżonego niesłusznie o szpiegostwo. Podobny temat Christensen przedstawił w filmie Noc zemsty (1916), którego powodzenie umożliwiło mu karierę za granicą. Jednakże zrealizowany w Szwecji wystawny esej o historii czarnej magii i satanizmu w Europie, Czarownica (1922), poniósł klęskę finansową i skłonił Christensena do wyjazdu do Stanów Zjednoczonych.
Innym wyróżniającym się przedstawicielem kina autorskiego okazał się Carl Theodor Dreyer, twórca Kartek z dziennika Szatana (1918), które stanowiły polemikę z Nietolerancją (1916) Davida Warka Griffitha. Film Dreyera wzbudził olbrzymie kontrowersje w Danii ze względu na przedstawienie tytułowego Szatana jako sprzymierzeńca sił dobra. Po realizacji komedii Wdowy po pastorze (1920) Dreyer realizował filmy w różnych krajach, jednak w Danii zasłynął także z dramatu psychologicznego Będziesz szanował żonę swoją (1925). Uznawany za najwybitniejsze dzieło Dreyera jest jednak nakręcony we Francji film Męczeństwo Joanny d’Arc (1927), z udziałem charyzmatycznej Renée Falconetti w roli tytułowej Dziewicy Orleańskiej.

## Duńskie kino dźwiękowe (1930–1960)
W 1929 w opanowanym przez kryzys Nordisku nie powstał już ani jeden film. Produkcję duńskich filmów próbował ożywić bankier Carl Bauder, który posiadał aktywa w Nordisku i przestawił produkcję na tworzenie filmów dźwiękowych. Jednakże bariera językowa sprawiła, że duńskie filmy nie miały szans na dotarcie do publiczności innej niż Duńczycy. Do II wojny światowej w produkcji duńskiej dominowały melodramaty takie jak Hotel Paradis (1931), Banita (1935), Laila (1937) George’a Schnéevoigta, a także musicale takie jak Mille, Maria i ja (1937) Emanuela Gregersa. Bezskutecznie do kinematografii duńskiej próbowali powrócić Holger-Madsen i Christensen, a Dreyer po porażce komercyjnej ekspresjonistycznego filmu Wampir (1932) wstrzymał okresowo swoją działalność reżyserską. Próbą wyjścia z kryzysu było objęcie – na razie twórczości dokumentalnej i oświatowej – mecenatem państwowym w 1938, kiedy powstała Państwowa Centrala Filmowa.
Podczas okupacji Danii w latach 1940–1945 kino duńskie przeżyło twórczy renesans, spowodowany zakazem importu filmów amerykańskich i brytyjskich na rzecz promowania filmów duńskich bądź niemieckich. Powstał Ministerialny Komitet Filmowy, wspierający tworzenie wartościowych filmów. Dreyer nakręcił w 1943 kolejny ceniony przez międzynarodową krytykę film Dzień gniewu, w którym analizował mechanizmy prowadzące społeczność do nastrojów ksenofobicznych na przykładzie kobiety spalonej na stosie za to, że miała być rzekomo córką czarownicy. Powstawały również filmy o narodowej tematyce, takie jak Kochałem i żyłem (1940) oraz Toddenskjold schodzi na ląd (1942). Rozwój przeżywały też rodzime dokumenty inspirowane brytyjską szkołą dokumentalną Johna Griersona, na przykład Ziarno w niebezpieczeństwie (1945) Hagena Hasselbacha oraz bulwersujący opinię publiczną Chodzi o twoją wolność (1946) Theodora Christensena, który dokumentował działalność duńskiego ruchu oporu i atakował rodzime władze za ich ugodową politykę wobec Hitlera.
Po II wojnie światowej powstało wiele filmów o hitlerowskiej okupacji Danii, w tym o charakterze rozrachunkowym. Wśród nich znalazły się Czerwone łąki (1945) Bodil Ipsen i Lau Lauritzena o zdradzie w konspiracyjnym oddziale oraz Trzy lata później (1948) Johana Jacobsena o przejawach mieszczańskiej kolaboracji z władzami okupacyjnymi. Za największy tużpowojenny sukces kina duńskiego uznawana jest Ditta (1946) Bjarne i Astrid Henning-Jensenów, o dojrzewaniu ubogiej wiejskiej dziewczyny zderzonej z brutalną rzeczywistością. Uwagę krytyki zwrócił też kolejny nagradzany film Dreyera o chrześcijańskiej wymowie, Słowo (1955). Jednak poza filmami dokumentalnymi tematyka społeczna zajmowała coraz mniejszą uwagę reżyserów, a olbrzymie powodzenie w kinach miały przede wszystkim konserwatywne adaptacje powieści Mortena Korcha Czerwone konie, wyprodukowane przez byłego duńskiego nazistę Henninga Karmarka.

## Nowa Fala i kino popularne (1960–1981)

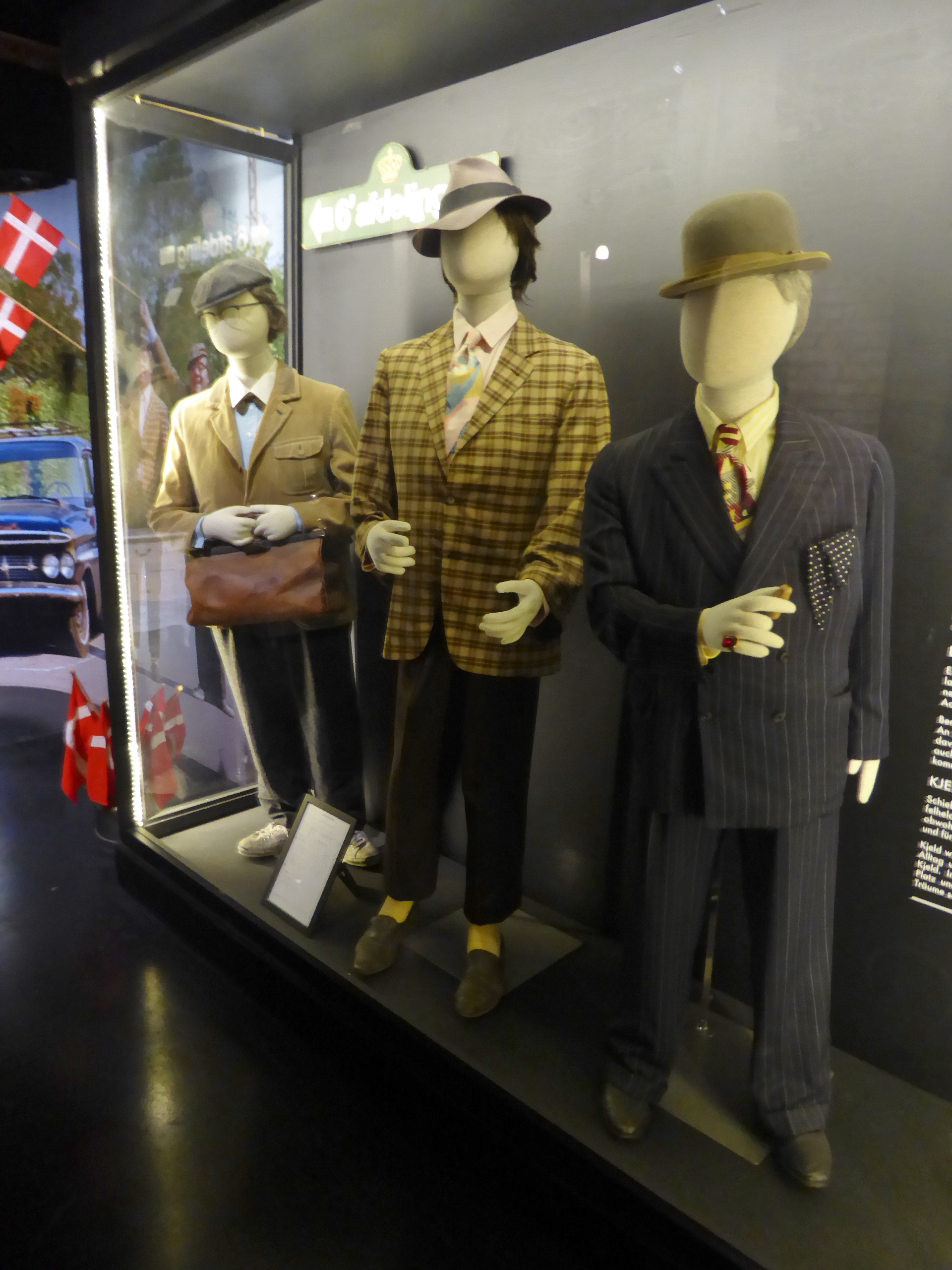
Kostiumy, którymi posługiwali się odtwórcy głównych ról w serii Gang Olsena

Strukturalna przemiana fabularnego kina duńskiego, znajdującego się w wyraźnym kryzysie, dokonała się dopiero w latach 60. XX wieku. W 1964 utworzono Fundację Filmową, która w 1972 stała się Duńskim Instytutem Filmowym, zorientowanym na przyznawanie filmom duńskim subwencji za jakość oraz dofinansowanie pracy scenarzystów. Na tle tych przemian ukształtowała się Kopenhaska Nowa Fala, która miała na celu przeszczepienie do duńskiego kina eksperymentów formalnych rodem z francuskiej Nouvelle Vague. Pierwszym programowym filmem Kopenhaskiej Nowej Fali był Weekend (1962) Palle Kjærulffa-Schmidta, dramat psychologiczny poświęcony narastającej frustracji małżeńskich par trzydziestolatków w nadmorskim domku, kończącej się aktami przemocy. Weekend został niezauważony za granicą, w przeciwieństwie do filmu Była raz wojna (1966) tego samego reżysera, skupionego na przeżyciach nastolatka wkraczającego w dojrzałość podczas niemieckiej okupacji. Innym przedstawicielem Kopenhaskiej Nowej Fali był Henning Carlsen, adaptator Głodu (1966) według powieści Knuta Hamsuna o wegetacji artysty w środowisku mieszczańskim.
W latach 70. XX wieku wśród ambitniejszych filmów o problematyce społecznej można było wyróżnić W sprawie Lone (1970) Franza Ernsta, paradokumentalną fabułę z improwizowanymi dialogami, kamerą kręconą z ręki oraz eksperymentalnymi rozwiązaniami wyprzedzającymi dokonania Dogmy 95; oprócz niej zaś – Ucieczkę (1972), Pera (1975), Ślepego kumpla (1976) Hansa Kristensena, kryminał Dziewiętnaście czerwonych róż (1974) Esbena Høilunda-Carlsena, feministyczny manifest Niech pani to potraktuje jak mężczyzna (1975) Mette Knudsen, Elisabeth Rygård i Li Vilstrup, wreszcie Drzewo wiedzy (1981) Nilsa Malmrosa.
Komercyjną wizytówką kina duńskiego lat 60. i 70. XX wieku okazał się jednak olbrzymi sukces serii filmów komediowych Erika Ballinga Gang Olsena (pierwsza część 1968), poświęconej trójce pechowców nieudolnie realizujących genialne plany rabunku. Tytuł serii stanowił aluzję do fundatora duńskiej kinematografii komercyjnej, wspomnianego Ole Olsena.

## Renesans duńskiej kinematografii (od 1982)

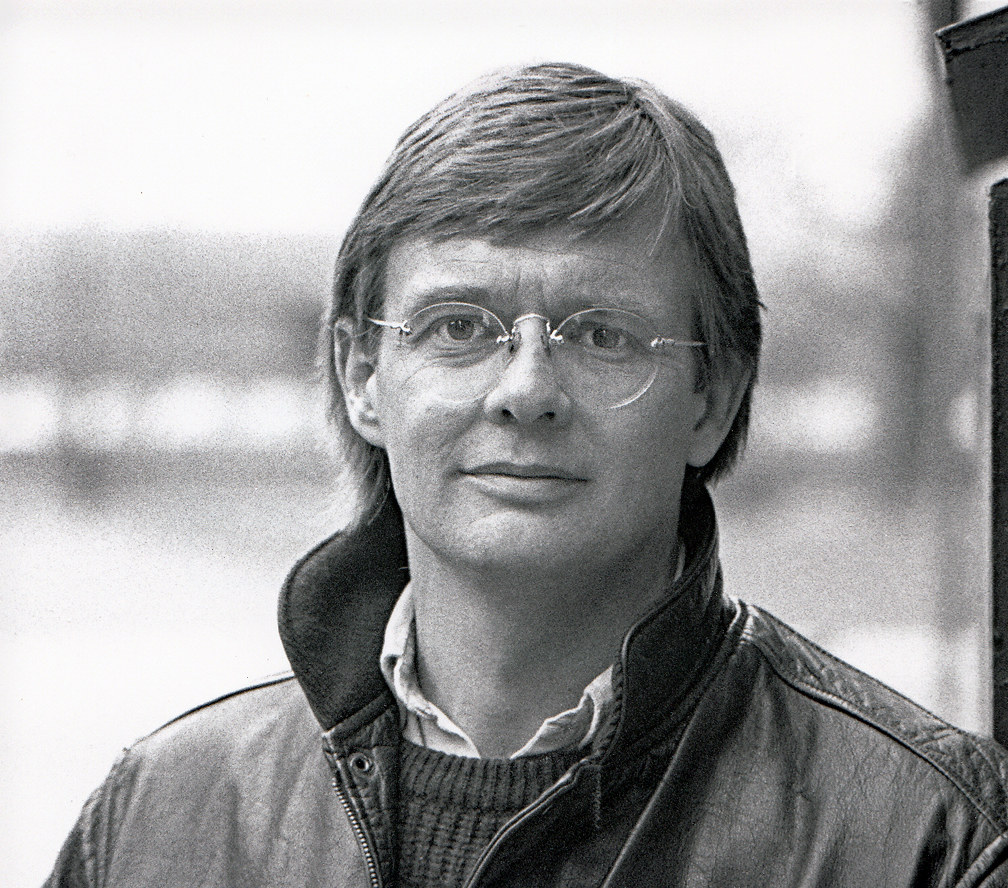
Bille August

W latach 80., pomimo poważnego kryzysu strukturalnego, kinematografia duńska zaczęła odbudowywać swój nadwątlony prestiż. Bodźcem do zmian była działalność Billego Augusta, który po skromnych początkach (filmy dla dzieci i młodzieży Miesiąc miodowy, 1978; Zappa, 1983) zyskał międzynarodową sławę utrzymanym w poetyce psychologicznego realizmu laureatem Złotej Palmy w Cannes i Oscara dla najlepszego filmu nieanglojęzycznego. Pelle zwycięzca (1987), opowieść o nędzy duńskich chłopów w feudalnym środowisku dworu w Bornholmie, dowodziła kunsztu realizacyjnego Augusta. Temu sukcesowi wtórowała dokonana przez Gabriela Axela adaptacja opowiadania Karen Blixen Uczta Babette (1987), również nagrodzona Oscarem.
Lata 90. XX wieku zdominowała jednak osobowość ekscentrycznego reżysera Larsa von Triera, znanego z radykalnych rozwiązań warsztatowych oraz drastycznej tematyki, który po niekoniecznie zauważalnym debiucie Element zbrodni (1984) tudzież Europie (1990) zdobył pozycję enfant terrible duńskiej kinematografii makabrycznym serialem telewizyjnym Królestwo (1994). W 1995 odczytał na 48. MFF w Cannes manifest nurtu Dogma 95, nawołującego do tworzenia filmów ascetycznych, bliskich autentyzmowi, niepoddanych wtórnej obróbce oraz nieprzestrzegających reguł kina gatunkowego. Po sukcesie melodramatu Przełamując fale (1994) von Trier przystąpił do realizacji jedynego w swojej twórczości filmu zgodnego z postulatem Dogmy, skandalizujących Idiotów (1998). Największy sukces von Triera, uhonorowany Złotą Palmą Tańcząc w ciemnościach (2001), czerpał jednak inspirację z konwencji musicalu i łamał autorskie „śluby czystości”. Po skrajnie teatralnym, antyamerykańskim dyptyku Dogville (2003) oraz Manderlay (2005) popularność von Triera stopniowo zaczęła spadać, zwłaszcza gdy ten brnął w mizoginistyczną retorykę i ujawnił swe pronazistowskie sympatie.
Pierwszy film Dogmy 95 – Festen (1998) – zrealizował wszak Thomas Vinterberg, który na początku XXI wieku nakręcił mroczny obraz autodestrukcji Submarino (2010) oraz diagnozę społecznego samosądu na niewinnym człowieku, Polowanie (2012). W owym okresie wyróżniła się też Susanne Bier, autorka uhonorowanego Oscarem filmu W lepszym świecie (2010) o napięciach międzykulturowych, która nakręciła także nawiązujące do estetyki Dogmy dzieła Otwarte serca (2002), Bracia (2004) oraz Tuż po weselu (2006). Inny istotny reżyser duński, Nicolas Winding Refn, stał się rozpoznawalny dzięki należącym do kina gatunkowego dziełom Bronson (2008) oraz Drive (2011), kręconym z międzynarodową obsadą.
Dekadę lat 20. XXI wieku rozpoczął w duńskim kinie światowy sukces komediodramatu Na rauszu (2020) Thomasa Vinterberga z Madsem Mikkelsenem w roli głównej. Film obsypano nagrodami, w tym Oscarem dla najlepszego filmu międzynarodowego i czterema Europejskimi Nagrodami Filmowymi (za film, reżyserię, scenariusz i rolę męską).